# Josef Ouředník
Josef Ouředník (20. března 1901 Chotělice – 13. září 1944 Praha) byl dlouholetý člen ČSNS, ředitel pobočky Okresní nemocenské pojišťovny a spolupracovník odbojových skupin JARO a Rada tří.

## Život
V období před druhou světovou válkou působil Josef Ouředník na místě ředitele Okresní nemocenské pojišťovny v Jaroměři a Plzni. Aktivně se podílel na rozvoji Lázní Velichovky.
Po okupaci Československa spolupracoval s plzeňskou odbojovou skupinou V BOJ a ilegální organizací Avala-Modrý kruh. Kromě rozšiřování ilegálního časopisu V boj organizoval podporu rodinám osob zatčených gestapem a poskytoval úkryt odbojářům ve svém bytě v Lucemburské ulici. V roce 1941 byl pro politickou nespolehlivost přeložen do Nemocenské pojišťovny v Benešově.
Na tomto místě pokračoval ve své spolupráci s Avalou, Zpravodajskou brigádou a Českou národní radou. Jako blízký spolupracovník generála Vojtěcha Luži spolupracoval v roce 1944 na budování organizace Rady tří v Posázaví (skupina Sigma) a s pomocí Viktora Boháče v oblasti Nymburska a Poděbradska. Organizoval zpravodajskou činnost pokrývající zbrojovku Vlašim a výcvikový prostor SS Benešov; distribuci občanských průkazů a pracovních karet spolupracovníkům v ilegalitě a komunikaci mezi jednotlivými odbojovými skupinami. Ve spolupráci s Branislavem Joklem navázal spojení se slovenskou ilegální organizací Flora. Zprávy do londýnského ústředí byly podávány přes skokanské radiostanice Zdena, Milada, Diamant a amatérskou radiostanici Jarča.
V roce 1944 tiskl a rozšiřoval časopis Československý odboj a spolu s generálem Lužou a Josefem Císařem spolupracoval na vypracování programu Rady tří „Naše desatero“. V červnu 1944 zajistil přesun Vojtěcha Luži z Prahy do Říčan, kde mu Karlem Müllerem a Josefem Korešem poskytl úkryt. Zde také organizoval setkání mezi generálem Lužou a dalšími představiteli odboje (Josef Císař, JUDr. Váhala, Kpt. Jiříkovský).
Josef Ouředník byl zastřelen 13. září 1944, kdy se se zbraní v ruce bránil zatčení gestapem v bytě Josefa Císaře. Jeho manželka Františka Ouředníková a dcery Zdena a Jitka byly následně zatčeny a do konce války vězněny na Pankráci a v malé pevnosti Terezín.